# Ophiactis crosnieri
Ophiactis crosnieri is een slangster uit de familie Ophiactidae.
De wetenschappelijke naam van de soort werd in 1978 gepubliceerd door Gustave Cherbonnier & Alain Guille.